# Fab 5
Fab 5 (originaltitel: Queer Eye for the Straight Guy) är en amerikansk tv-serie som sändes i fem säsonger 2003–2007 på TV-kanalen Bravo.
Avsnitten är en timme långa (inkl. reklam) och går ut på att fem homosexuella män gör om en heterosexuell man, i syfte att bland annat göra honom mer attraktiv för kvinnor. Männen i Fab 5 (The Fabolous Five) är alla experter på olika områden och kan på så vis samarbeta för att göra om hela den heterosexuella mannens liv. Fab 5 består av Carson Kressley (mode), Ted Allen (mat och vin), Kyan Douglas (kroppsvård), Thom Filicia (heminredning) och Jai Rodriguez (kultur). Flera efterföljare har gjorts, däribland en på svenska. 2018 återupplivades programmet på Netflix genom serien Queer Eye som bygger på samma format men har nya programledare.

## TV-programmet
David Collins och David Metzler är de som ligger bakom programmet. David Collins fick idén till serien när han var på ett galleri och hörde en kvinna gräla med sin man. Hon klagade på att han inte var lika snygg och välvårdad som en grupp män på andra sidan av rummet. Efter ett tag kom männen från andra sidan rummet över till dem. "Ta det lugnt", sa de till kvinnan. "Du har ett bra råmaterial här. Lite pomada, lägg ett veck här, lossa lite där – och väck med näshåren – så är ni på rätt spår igen".
I varje program gör Fab 5 om en heterosexuell man. Det börjar med att de slänger ut hans gamla "fula" möbler och kläder, samt gå igenom hans badrumsskåp, lådor och kylskåp för att se vad just han behöver för förbättringar. Sedan tas huvudpersonen med ut på en shoppingrunda där han får nya möbler, kläder och hudprodukter, ofta en hårklippning och ibland kanske en matlagnings- eller danskurs. Exakt vad som händer varierar i varje program. Det slutar med att huvudpersonen får gå igenom ett litet prov för att se vad som förändrats i hans liv. Exakt vad provet består av varierar kraftigt, och kan vara allt från en utekväll till ett bröllop.
Fab 5 är producerat av Scout Productions och började sändas av kabel-tv kanalen Bravo i USA den 15 juli 2003 under namnet Queer Eye for the Straight Guy. Programmet blev snabbt mycket omtalat. I tidningarna stod mycket negativ kritik[källa behövs], till exempel om att de homosexuella programledarna var alldeles för stereotypa. När programmet väl kom igång fick det ett mycket varmt mottagande av tittarna, och har varit en bidragande faktor till tv-kanalen Bravos utveckling. I dagsläget[när?] sänder även NBC och några andra kanaler repriser av programmen. År 2004 vann Fab 5 en Emmy Award.
Få hade förväntat sig vilken innebörd programmet har haft när det gäller synen på homosexualitet i USA. Bland annat har många hört av sig till programmet och berättat om hur det har underlättat för dem att komma ut som homosexuella.
TV3 har även sänt en svensk version av programmet. Detta blev dock en stor flopp, och programmet lades ner efter en halv säsong.[källa behövs] Sammanlagt 98 länder har eller har haft inhemska versioner av programmet, medan originalet sänts i 14 nationer.

## Medlemmarna
Fab 5 består av fem medlemmar:

### Carson Kressley
Carson Kressley är modexeperten i gruppen. Carson föddes den 11 november 1969 i Pennsylvania. Efter en flytt till New York blev han anställd av Ralph Lauren. Han började arbeta som Ralphs bror Jerry Laurens assistent, och blev senare befordrad till "specialist på manliga fritidskläder". Detta innebar att han följde med till modevisningar och fotograferingar för att styla modellerna. 
Carson fick höra om Fab 5 av en arbetskamrat, som tyckte att han skulle vara idealisk för rollen. Han har skrivit två böcker, en om mode och en som riktar sig till barn som känner sig annorlunda eller blivit mobbade. 

### Ted Allen
Ted Allen är matexpert i Fab 5. Han föddes den 20 maj 1965 i Indiana. Länge jobbade han på Esquire och skrev då i spalten "Things A Man Should Know". Han är medförfattare till de fyra böcker som bygger på denna spalts innehåll. 2005 kom hans kokbok The Food You Want to Eat: 100 Smart, Simple Recipes.

### Kyan Douglas
Kyan Douglas är ansvarig för hud- och hårvård i gruppen. Han föddes i Miami i Florida den 5 maj 1970. Han är utbildad frisör och har arbetat som stylist i flera salonger samt för tv och tidningar. Han skrivit en bok om skönhetsvård för kvinnor, Beautified – Secrets for Women to Look Great and Feel Fabulous.

### Thom Filicia
Thom Filicia är ansvarig för heminredning. Han föddes i den 17 maj 1969 Syracuse, New York. Han driver en inredningsfirma, Thom Filicia Inc. Han har rankats som en av de 100 bästa inredningsarkitekterna i USA i en mycket stor heminredningstidning[källa behövs].

### Jai Rodriguez
Jai Rodriguez är kulturexperten i Fab 5. Han lär ofta huvudpersonen i programmet vett och etikett och hur de ska uppvakta kvinnor. Han föddes den 22 juni 1979. Efter en flytt till New York började han uppträda på Broadway.

## Fab 5:s Stilguide
Killarna i Fab 5 har tillsammans skrivit en stilguide, som kom ut i USA den 10 februari 2004. Boken blev mycket populär, och den släpptes i svensk version bara några månader senare.
I boken har var och en av killarna varsitt kapitel där de kortfattat lär ut några av sina bästa tips.
Boken innehåller också ett förord av programmets skapare, inledning skriven av hela Fab 5 och en ordlista.

## Musiken
Även en skiva med musik från programmet har släppts. Den heter What's That Sound? Music from Queer Eye for the Straight Guy. Cd:n kom ut (i USA) samma dag som boken med samma titel, den 10 februari 2004. Skivan blev ganska populär, och nådde plats 40 på den amerikanska Billboardlistan, samt kom tvåa på listan för soundtrack-skivor. I Australien, där programmet har nått en stor framgång, sålde "What's That Sound" guld och den blev en av de tio mest sålda albumen i mars månad. I Australien släpptes även en singel från skivan, nämligen signaturmelodin, All Things (Just Keep Getting Better). Singeln kom in på den australiensiska top 20-listan.
Här är hela låtlistan:
1. All Things (Just Keep Getting Better) - Widelife & Simone Denny
2. Good Luck - Basement Jaxx feat. Lisa Kekaula
3. Slow (Chemical Brothers Remix) - Kylie Minogue
4. Move Your Feet - Junior Senior
5. You Promised Me (Tu Es Foutu) - Ingrid
6. Superstar - Jamelia
7. Everybody Wants You to Emerge (Barry Harris Revamp) - Fischerspooner vs Billy Squier
8. Sunrise (Jason Nevins Remix) - Duran Duran
9. Never Coming Home (Gonna Live my Life Remix) - Sting
10. An Area Big Enough to Do It In - Prophet Omega
11. You're So Damn Hot - OK Go
12. Extraordinary - Liz Phair
13. Are you Ready for Love - Elton John

Det fjortonde spåret är ett så kallat "hidden track", det är en liten melodi som gruppen sjungit själva.
Det har även kommit en limited edition-version av cd:n, som har en bonus dvd med musikvideor till ett par av låtarna. Man kan även se några klipp från programmet.

## Dvd
Trots önskemål från seriens fans har Fab 5-serien i sin helhet aldrig släppts på dvd. Sommaren 2005 kom dock en dvd-box med höjdpunkter ur serien, och dessutom hela avsnitt 101 och 104. Varje medlem i Fab 5 har en egen skiva (förutom Kyan och Jai, som delar på en). Skivorna har även släppts var för sig
Ett specialavsnitt som gjordes under seriens andra säsong, vilket handlade om spelarna i det amerikanska fotbollslaget Boston Red Sox har även släpps på dvd, i region 1. Denna dvd heter Queer Eye for the Red Sox.